# Walerij Spicyn
Walerij Anatoljewicz Spicyn (ros. Валерий Анатольевич Спицын, ur. 5 grudnia 1965 w Magnitogorsku) – rosyjski lekkoatleta chodziarz, medalista mistrzostw świata i mistrz Europy.
Specjalizował się w chodzie na 50 kilometrów. Na igrzyskach olimpijskich w 1992 w Barcelonie, startując w reprezentacji WNP, zajął na tym dystansie 4. miejsce. Na mistrzostwa świata w 1993 w Stuttgarcie, już w reprezentacji Rosji, zdobył brązowy medal w tej konkurencji, przegrywając jedynie z Jesúsem Ángelem Garcíą z Hiszpanii i Valentinem Kononenem z Finlandii.
Spicyn zwyciężył w chodzie na 50 kilometrów podczas mistrzostw Europy w 1994 w Helsinkach, wyprzedzając Thierry’ego Toutaina z Francji i Giovanniego Perricellego z Włoch. Na mistrzostwa świata w 1995 w Göteborgu nie ukończył tej konkurencji. Następnie nie występował przez kilka lat w zawodach międzynarodowych.
21 maja 2000 w Moskwie Spicyn zwyciężył w mistrzostwach Rosji w chodzie na 50 kilometrów, uzyskując najlepszy wynik na świecie 3:37:26. Zapewniło mu to start na tym dystansie na igrzyskach olimpijskich w 2000 w Sydney, ale nie ukończył chodu.
Trzykrotnie brał udział w zawodach pucharu świata, zawsze w chodzie na 50 kilometrów, zajmując następujące miejsca: 1991 w San Jose – 8. miejsce,  1993 w Monterrey – 23. miejsce i 1995 w Pekinie – 45. miejsce.
Spicyn był mistrzem WNP w chodzie na 50 kilometrów w 1992 oraz mistrzem Rosji w 2000.
Rekordy życiowe Spicyna:
- chód na 20 kilometrów – 1:27:17 (Iżewsk), 21 września 2002
- chód na 30 kilometrów – 2:06:44 (Adler), 20 lutego 1998
- chód na 35 kilometrów – 2:27:54 (Adler), 20 lutego 2000
- chód na 50 kilometrów – 3:37:26 (Moskwa), 21 maja 2000